# Milen Wełczew
Milen Emiłow Wełczew, bułg. Милен Емилов Велчев (ur. 24 marca 1966 w Sofii) – bułgarski ekonomista, finansista i polityk, parlamentarzysta, wiceprzewodniczący Narodowego Ruchu Symeona Drugiego, w latach 2001–2005 minister finansów.

## Życiorys
W 1988 ukończył stosunki międzynarodowe na sofijskim Uniwersytecie Gospodarki Narodowej i Światowej. W latach 1992–1993 jako stypendysta Programu Fulbrighta kształcił się na University of Rochester, uzyskując master's degree z zarządzania. Następnie do 1995 studiował w Massachusetts Institute of Technology w Cambridge.
W latach 1990–1992 pracował w departamencie organizacji międzynarodowych w bułgarskim ministerstwie spraw zagranicznych. W 1994 był zatrudniony w Chemical Banku w Nowym Jorku. Od 1995 pracował w brytyjskim koncernie inwestycyjno-doradczym Merrill Lynch. W tym czasie udało mu się m.in. nabyć United Bulgarian Bank, sprzedać Telekomunikację Armeńską, rozpocząć emisję obligacji Narodowego Banku Rumuńskiego i wziąć udział w prywatyzacji Banca Commerciale Romanu. Od 1999 do 2001 roku był wiceprezesem Merrill Lynch. Przez cztery lata był związany z departamentem zajmującym się inwestycjami bankowymi w Europie Wschodniej, Afryce i na Bliskim Wschodzie. Od 1999 do 2001 zajmował stanowisko wiceprezesa Merrill Lynch.
Przed wyborami parlamentarnymi w 2001 opracował program ekonomiczny dla nowo powstałego Narodowego Ruchu Symeona Drugiego. W wyborach tych uzyskał mandat posła do Zgromadzenia Narodowego 39. kadencji, następnie w lipcu 2001 wszedł w skład rządu Symeona Sakskoburggotskiego na stanowisko ministra finansów, które zajmował do sierpnia 2005. W kwietniu 2003 ujawniono zdjęcia jego oraz ministra Płamena Petrowa z przyjęcia na jachcie przemytnika Iwana „Doktora” Todorowa. Płamen Petrow wkrótce został odwołany, Milen Wełczew złożył rezygnację, jednak nie została ona przyjęta.
W latach 2005–2009 sprawował mandat posła 40. kadencji. Po wyborczej porażce swojego ugrupowania wycofał się z działalności politycznej, podejmując działalność biznesową w branży finansowej i hotelarskiej.